# Zofingerhaus Bern

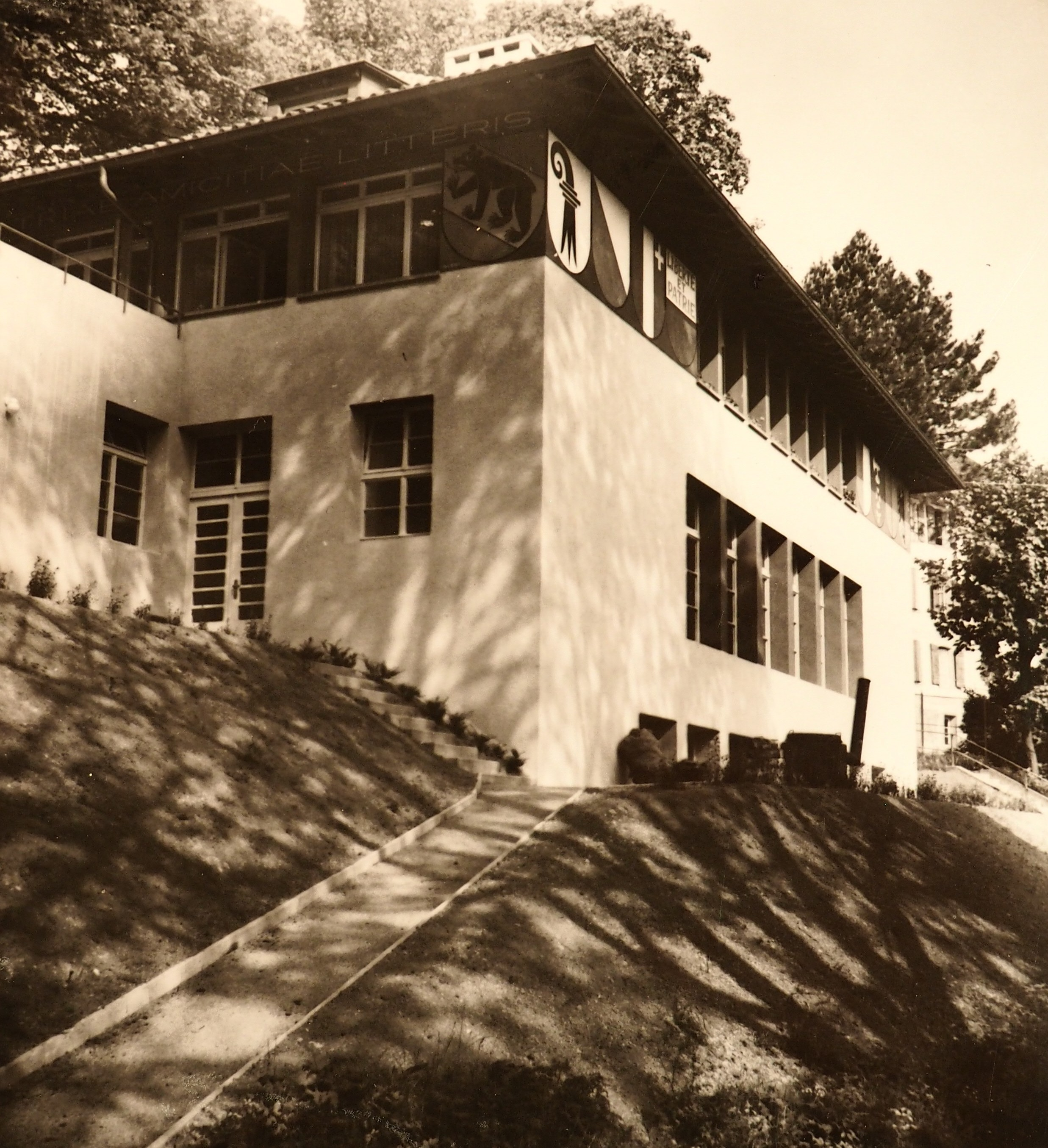
Das Zofingerhaus an der Alpeneggstrasse 8 in Bern (1939)

Das Zofingerhaus Bern (La maison blanche, La Blanche) ist das 1939 vollendete Vereinshaus der Zofingia Bern an der Alpeneggstrasse in Bern. Der Bau gilt als Beispiel der angepassten Moderne und ist im kantonalen Bauinventar als erhaltenswert eingestuft.

## Geschichte
Die Zofingia Bern versammelte sich seit ihrer 1819 erfolgten Gründung in Gasthäusern, darunter das Café National, das Café Frick, das Della Casa sowie der Stadtbachgarten. Seit dem ausgehenden 19. Jahrhundert wurde über den Neubau eines Zofingerhauses in Bern diskutiert. Die Sektion Waadt verfügte ab 1904 über ein eigenes Haus. Am 11. Februar 1905 wurde der «Verein zum Zwecke der Gründung eines Zofingerhauses in Bern» gegründet, in der Absicht, das Haus «der Sektion Bern des Schweizerischen Zofingervereins als dauerndes Heim zur Verfügung zu stellen». Mehr als drei Jahrzehnte war der Hausverein auf der Suche nach einem Kaufobjekt. 1913 kam die Idee auf, sich ein Vorkaufsrecht an dem durch Karl Indermühle (1877–1933) erbauten Gasthaus «Zum Röseligarten» im Dörfli der dritten Schweizerischen Landesausstellung 1914 in Bern auf dem Neufeld und dem Viererfeld zu sichern. Die Idee wurde geprüft, aber letztlich verworfen. Der Berner Architekt Fritz Hunziker (1873–1949), Architekturbüro Stettler & Hunziker, wurde beauftragt, im Zusammenhang mit dem Erweiterungsbau des Kursaals in Bern Räumlichkeiten für die Zofinger zu planen. Hierbei entstand eine erste Raumaufteilung anhand der Bedürfnisse des Vereins. Hunziker sah einen Saal mit Bühne für grössere Anlässe vor, der durch eine Zwischenwand auch als Sitzungslokal dienen sollte. Daneben ein Kommissions- bzw. Klubzimmer mit Kamin sowie einen Archivraum, eine Garderobe, Toiletten, eine Telefonkabine und ein Office. Sein Plan sah zudem eine Terrasse mit Bäumen und einer gedeckten Halle vor. 1931 wurde das Projekt «mangels notwendiger Mittel und infolge nicht unbedeutender Opposition» verworfen. Der Bieler Architekt und Vereinsmitglied Eduard Lanz sprach sich für ein Eigenheim aus. Im April 1936 schlug er vor, ein am östlichen Plateaurand der Länggasse befindliches Landstück, das ans Bahnhofsareal angrenzte und dem Kanton Bern gehörte, zu erwerben. Lanz entwarf unter den Titeln Studentenheim und Zofingerhaus Skizzen, die an der Vorstandssitzung des Hausvereins grossen Anklang fanden. Die Bauarbeiten dauerten vom Sommer 1938 bis Juni 1939.
2014 gründete der Zofingerhaus-Verein die Zofingerhaus-Stiftung und brachte den Bau in die neue Stiftung ein, mit dem Zweck, die Liegenschaft Alpeneggstrasse 8 als Ort der Begegnung zu erhalten. Die Stiftung projektierte 2017 eine Gesamtsanierung ohne Nutzungsänderung. Das im November 2017 abgeschlossene Projekt wurde durch das Architekturbüro Remund Architekten in Bern geleitet. Der Zofingerhaus-Verein fusionierte mit dem Altzofingerverein des Kantons Bern.

## Kunst am Bau
Mit der künstlerischen Ausstattung des Zofingerhauses wurden die Künstlerin Helene Roth, der Bildhauer Max Fueter und der Maler Marcus Jacobi (1891–1969) beauftragt. Jacobi schuf das Fresko Zofinger im Vollwichs (1939), Helene Roth das Wandbild Einzug der Studenten in Zofingen am Centralfest 1840 (1939) im heutigen Burschensalon und Max Fueter das Stuckrelief Zwei Speerwerfer (1939) im Speisesaal. Helene Roth nahm für ihr Wandbild Modelle aus der Gegenwart, darunter den Architekten Eduard Lanz. Den Fries mit den Wappen aller Sektionen des Schweizerischen Zofingervereins an der Hausfassade schuf der Grafiker Paul Boesch.